# Pier Giuseppe Murgia
Pier Giuseppe Murgia (né à Vipiteno le 6 décembre 1940) est un réalisateur, scénariste et écrivain italien.

## Filmographie partielle
- 1970 : V (scénario)
- 1977 : Jeux interdits de l'adolescence (Maladolescenza ou Spielen wir Liebe)
- 1981 : La festa perduta (it)[1]
- 1984 : Ma fille, mes femmes et moi (ou On cherche de papa ; Voglia di volare), feuilleton télévisé en 4 épisodes en collaboration de Claude Brulé